# Lucas Cranach de Oude

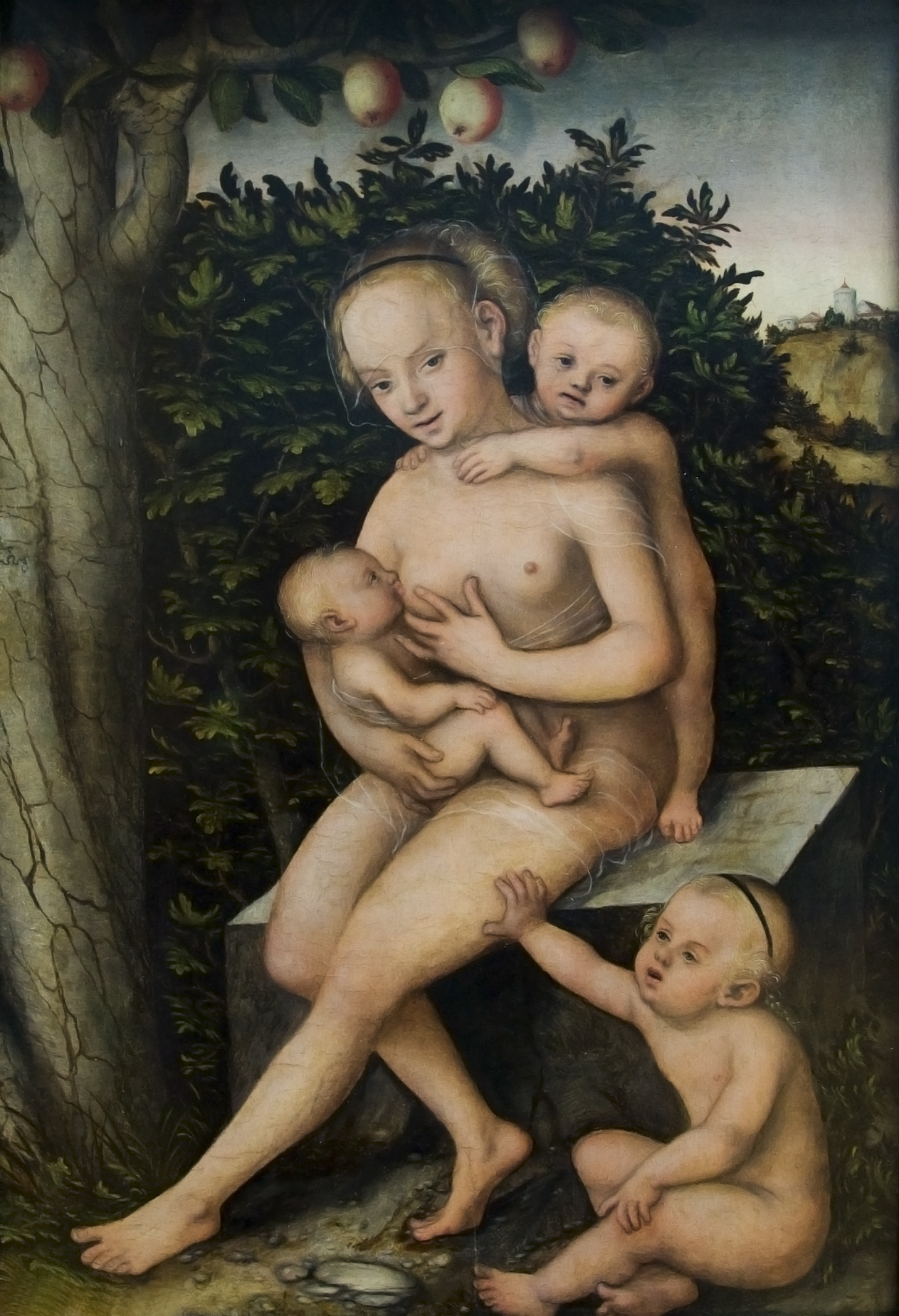
Caritas, ca. 1537-1540, Koninklijk Museum voor Schone Kunsten Antwerpen

Lucas Cranach de Oude (Duits: Lucas Cranach der Ältere) (Kronach, 1472 – Weimar, 16 oktober 1553) was een Duitse schilder, graveur en etser uit de tijd van de Renaissance. Hij was de vader van de schilders Hans Cranach en Lucas Cranach de Jongere.

## Levensloop
Lucas Cranach werd in Kronach geboren als zoon van de schilder Hans Maler. Hij noemde zich pas later naar zijn geboorteplaats, die destijds Cranach luidde. Zijn kinderen droegen ook deze naam. Hij werd als schilder opgeleid door zijn vader. Verder is over zijn opleiding niets bekend, net zomin als over zijn artistieke activiteiten vóór zijn verhuizing in 1501 naar Wenen.
In elk geval vanaf 1502 verbleef hij namelijk in Wenen, tot 1504. Hier kwam hij in contact met humanisten aan de universiteit, contacten die de basis moeten zijn geweest voor zijn eigen humanistische gedachtegoed. Pas vanaf deze periode zijn er kunstwerken van Cranach bekend. Tegen het einde van zijn verblijf in Wenen begon hij zijn werk te signeren als "Lucas Cranach" (Lucas uit Cranach). In 1505 ging hij naar Wittenberg om hofschilder te worden van Friedrich de Wijze van Saksen. Cranach maakte schilderijen, muurschilderingen en decoraties voor verschillende hertogelijke residenties in Wittenberg. De muurschilderingen bestaan echter niet meer. In 1508 bracht Cranach enkele maanden door in de Nederlanden, vooral in Antwerpen;  de compositorische en stilistische invloed van Quentin Massys en Jan Gossaert is merkbaar.
Per 6 januari 1508 verkreeg Cranach van zijn opdrachtgever het recht een familiewapen te voeren met een gevleugelde slang met een ring in zijn mond. Cranach gebruikte dit symool vanaf 1508 op zijn schilderijen. Vermoedelijk in 1512 trouwde hij met Barbara Brengebier († 25 december 1540), een dochter van Jobst Brengebier, de burgemeester van Gotha.
Zij hadden samen de volgende kinderen:
- Hans Cranach (ca. 1512-1537; op een reis naar Italië overleden)
- Barbara (getrouwd met Christian Brück)
- Ursela (eerste huwelijk op 3 mei 1537, tweede huwelijk in 1544 met Georg Dasch)
- Anna († 30 juni 1577, getrouwd met Caspar Pfreund)
- Lucas Cranach de Jongere (1515-1586)

Hij zat tussen 1519 en 1545 in de gemeenteraad van Wittenberg en werd er burgemeester rond 1543/1545.
De aanstelling tot hofschilder behield Cranach tot aan zijn dood. Daarnaast had hij ook verschillende andere opdrachtgevers. In het atelier dat Cranach in Wittenberg had waren zijn zoons en verschillende andere medewerkers werkzaam, en de productie ervan was groot. Niet alleen maakte Cranach schilderijen, houtsneden en kopergravures, maar ook ontwerpen voor gebruiksvoorwerpen. Per 6 december 1520 mocht hij zich apotheker noemen en was hij in die tijd de enige apotheker in de stad. Hij dreef handel in waardevolle goederen zoals kruiden, suiker, zoetwaren, wijn en gekleurde bijenwas. Daarnaast had hij een drukkerij en een papierhandel.
In Wittenberg sloot hij vriendschap met Philipp Melanchthon en Maarten Luther. Voor Luther was hij samen met zijn echtgenote op 13 juni 1525 getuige bij diens huwelijk met Katharina von Bora. Cranach werkte echter ook voor Luthers opponent, kardinaal Albrecht van Brandenburg, en in 1525 en 1527 beeldde hij de kardinaal af als de heilige Hiëronymus.
In 1550 volgde hij zijn opdrachtgever hertog Johan Frederik de Grootmoedige die in Augsburg in gevangenschap zat. Ook volgde hij Johan Frederik naar Innsbruck. In 1552 mochten beiden vertrekken naar de nieuwe Saksische residentie Weimar. Op 16 oktober 1553 stierf Lucas Cranach daar op eenentachtigjarige leeftijd. Hij werd in Weimar begraven op het Jacobskerkhof. Zijn oudste zoon Hans was al overleden; zijn tweede zoon Lucas nam het atelier over.

## Werken

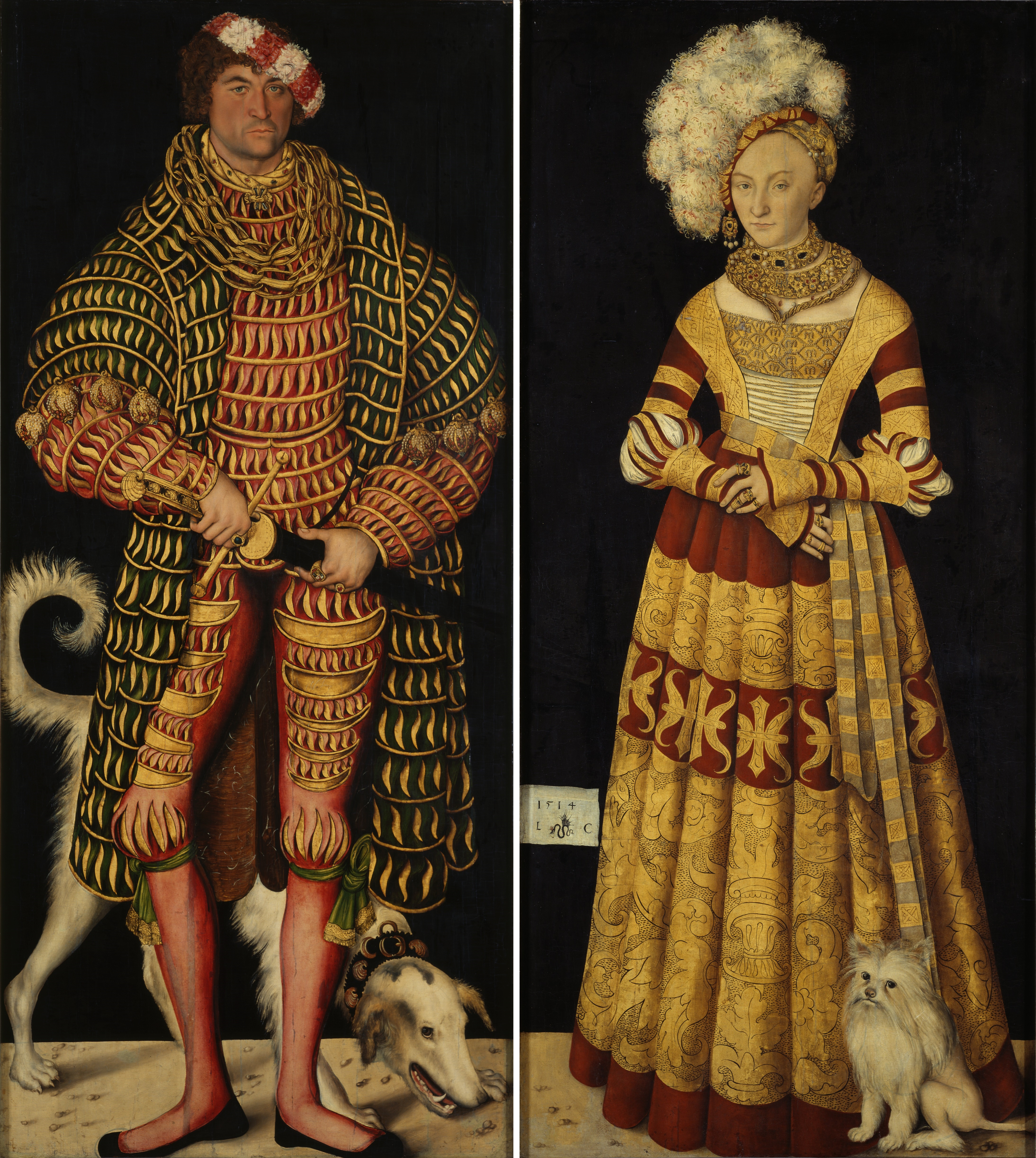
Dubbelportret Hendrik de Vrome en Catharina van Mecklenburg uit 1514, de eerste portretten ten voeten uit

Cranach heeft veel portretten geschilderd, maar ook religieuze en mythologische werken.
Het dubbelportret van Hendrik de Vrome en Catharina van Mecklenburg uit 1514, de eerste portretten ten voeten uit ten noorden van de Alpen.

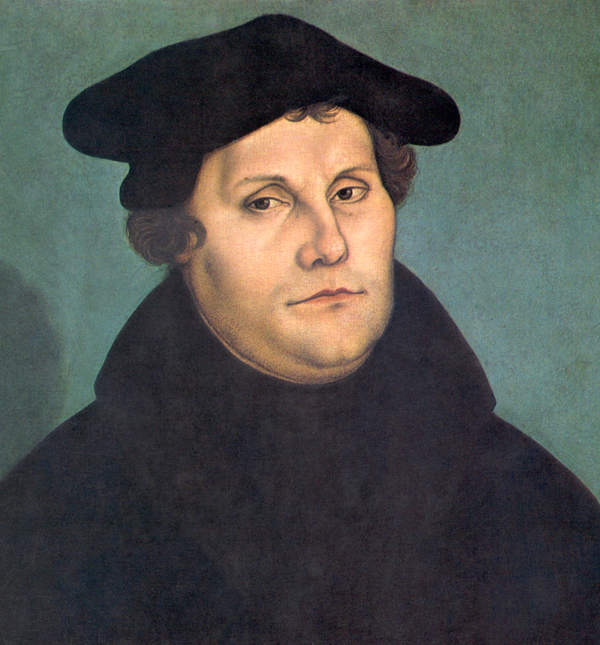
Portret van Maarten Luther, 1529

Zeer bekend is het portret van zijn vriend Maarten Luther uit 1529.
Het schilderij De drie gratiën werd in december 2009 aangekocht door het Louvre in Parijs.

### Roofkunst
Een tweeluik, Adam en Eva van Cranach uit circa 1530, was onderdeel van roofkunst in de Tweede Wereldoorlog. Jacques Goudstikker, een belangrijk Joods-Nederlandse kunsthandelaar, had dit werk in 1931 voor fl 58.500 gekocht op een veiling in Berlijn. In juli 1940 werden personeelsleden van Goudstikker gedwongen het bedrijf te verkopen aan Hermann Göring, rechterhand van Adolf Hitler. Na de vondst van de werken, na de oorlog, in een van de kunstdepots van de nazi's werden deze aan de Nederlandse staat overgedragen om teruggegeven te worden aan de oorspronkelijke eigenaren. De weduwe Goudstikker echter eiste de kunstcollectie niet op en trof in 1952 een schikking, zodat de Goudstikker-collectie in het bezit bleef van de Staat.
In de jaren zestig werden Adam en Eva opgeëist door nazaten van de Russische familie Stroganov, die beweerden dat het tweeluik door de Sovjetregering was geconfisqueerd en verkocht. Om Nederland een dure en slepende rechtszaak te besparen werden het tweeluik, en nog een schilderij, in 1966 voor fl 60.000 verkocht. Het Norton Simon Museum in Californië kocht in 1971 het tweeluik van de Stroganovs voor US$ 800.000.
In 1979 werd een schilderij van Hans Holbein de Oude (later abusievelijk toegeschreven aan Lucas Cranach de Oude) de Heilige Katharina met een toenmalige verzekeringswaarde van 1.5-1.8 miljoen Duitse mark uit het barokke Slot Friedenstein in het Duitse Gotha, samen met vier schilderijen van Frans Hals, Antoon van Dyck, Jan Brueghel de Oude en Ferdinand Bol uit de Nederlanden gestolen en pas 40 jaar later aan het gemeentebestuur van Gotha te koop aangeboden. Naar aanleiding van deze diefstal en teruggave werd een Duitstalige documentaire Art Crimes op de Duits/Franse tv-zender ARTE uitgebracht.
In 2007 spande Marei von Saher, schoondochter en enig erfgename van Jacques Goudstikker, een rechtszaak aan tegen het Norton Simon Museum om het tweeluik terug te krijgen. Deze claim is in augustus 2016 door een Amerikaanse federale rechter afgewezen.

## Galerij

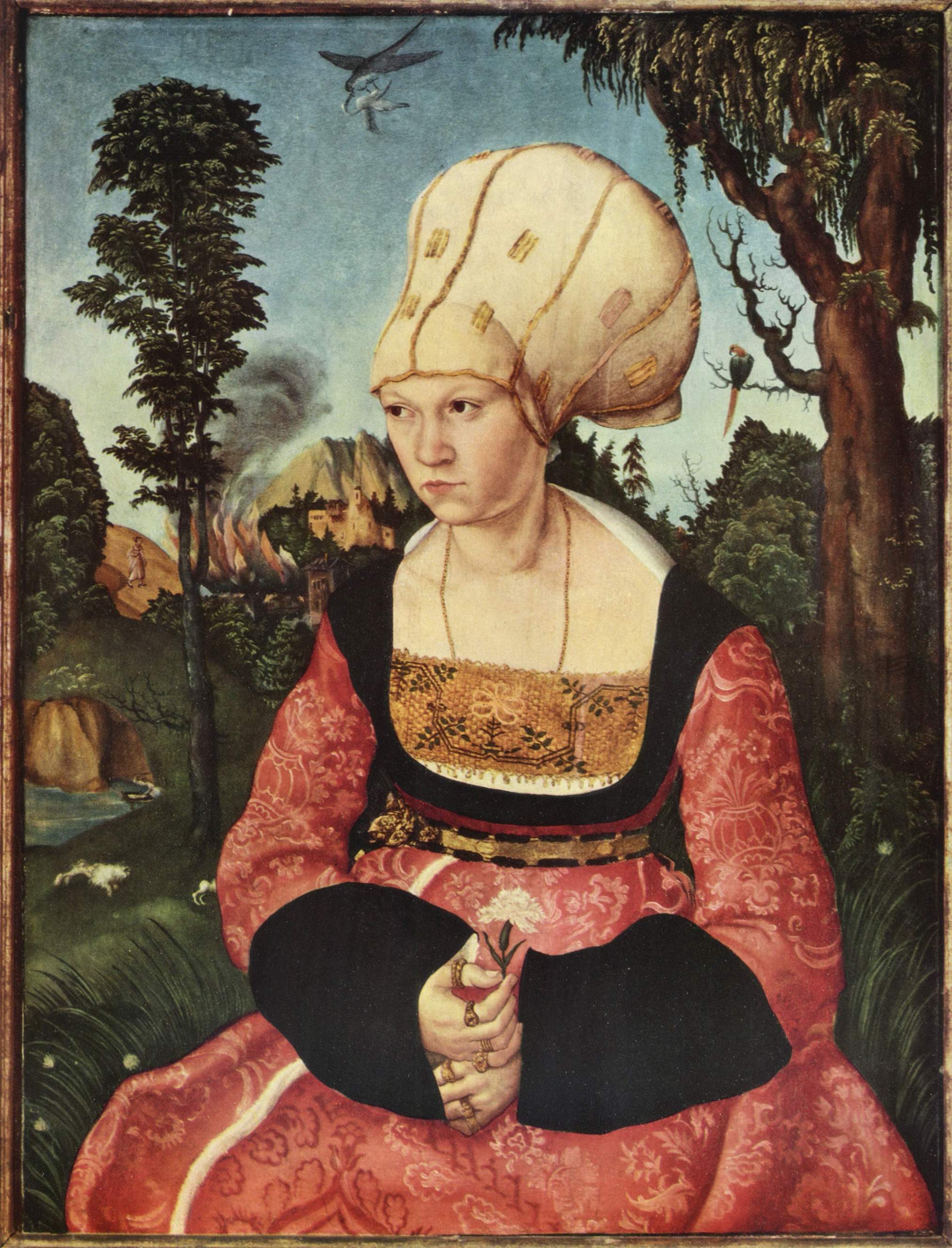
Anna Cuspinian, c.1502
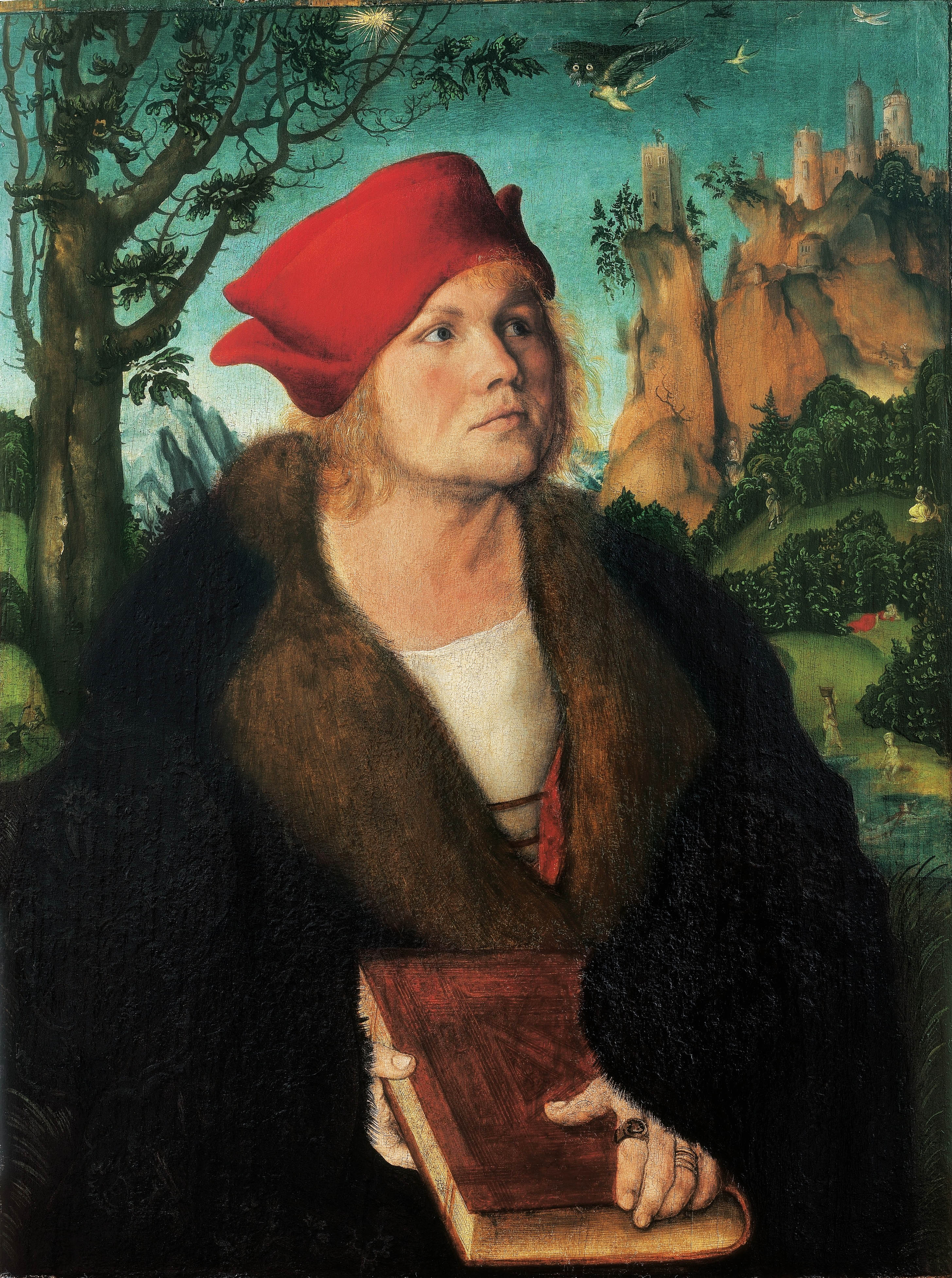
Dr. Cuspinian, 1503
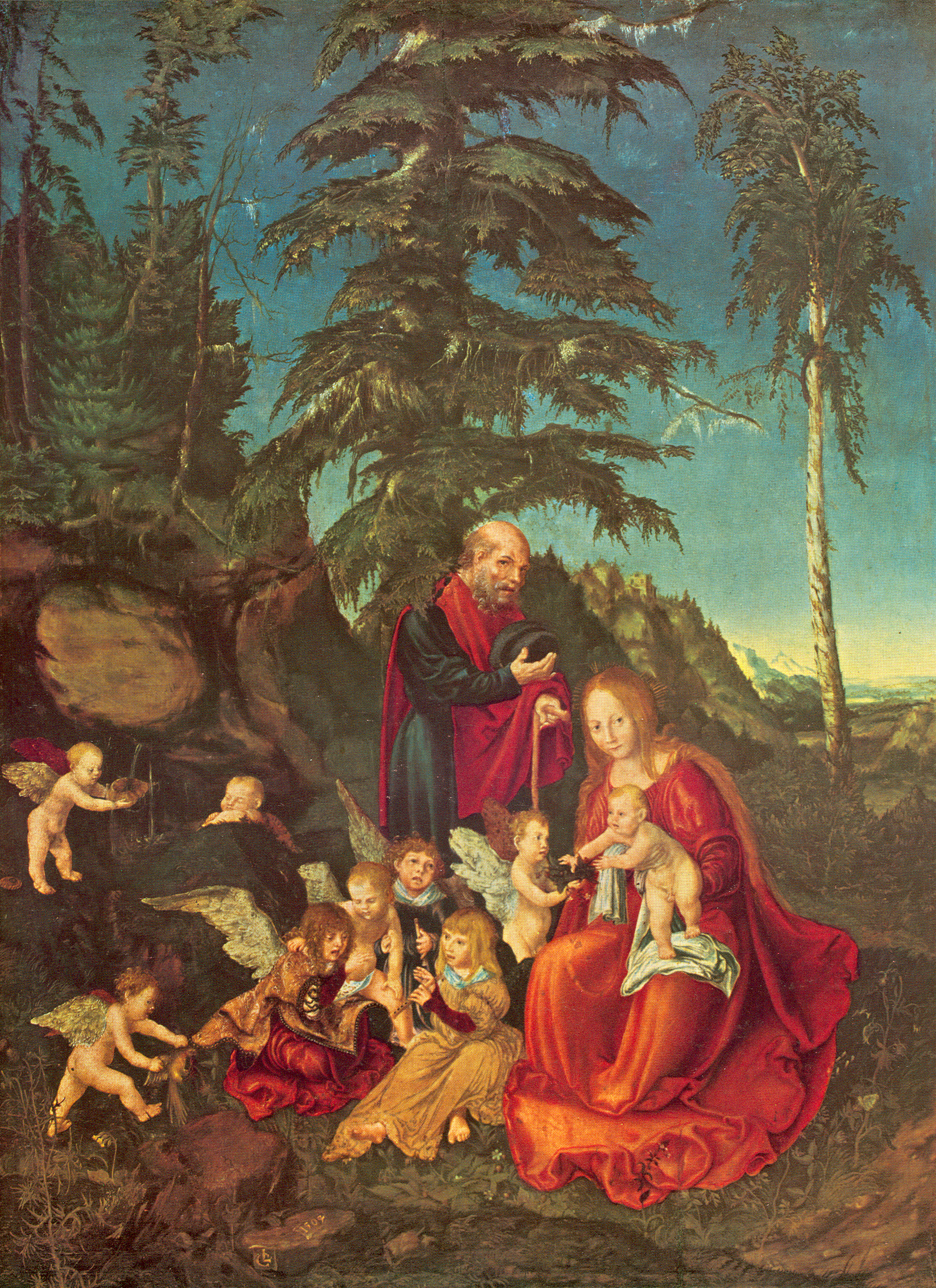
Vlucht naar Egypte, 1504
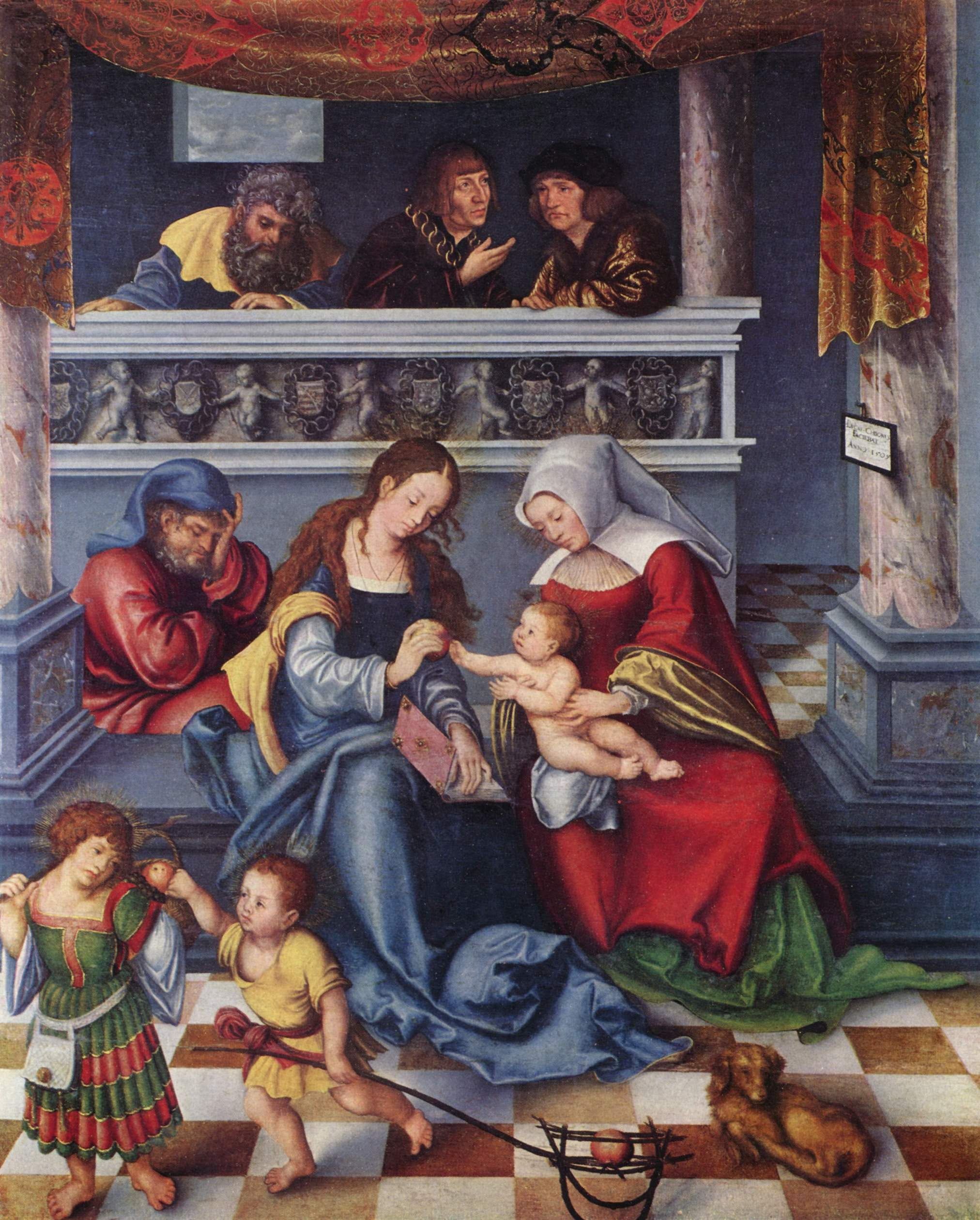
Hl. Familie, 1509
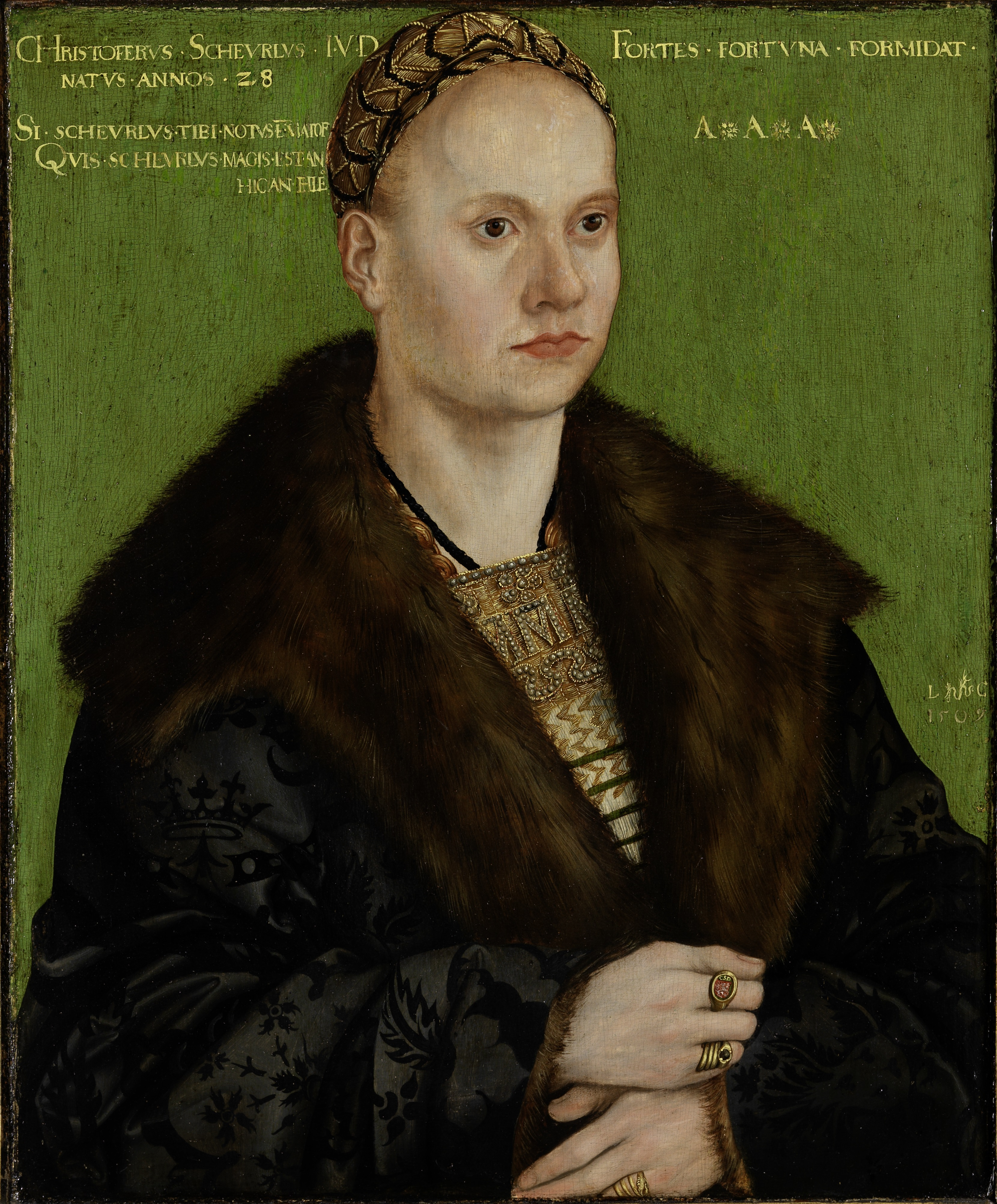
Christoph Scheurl, 1509
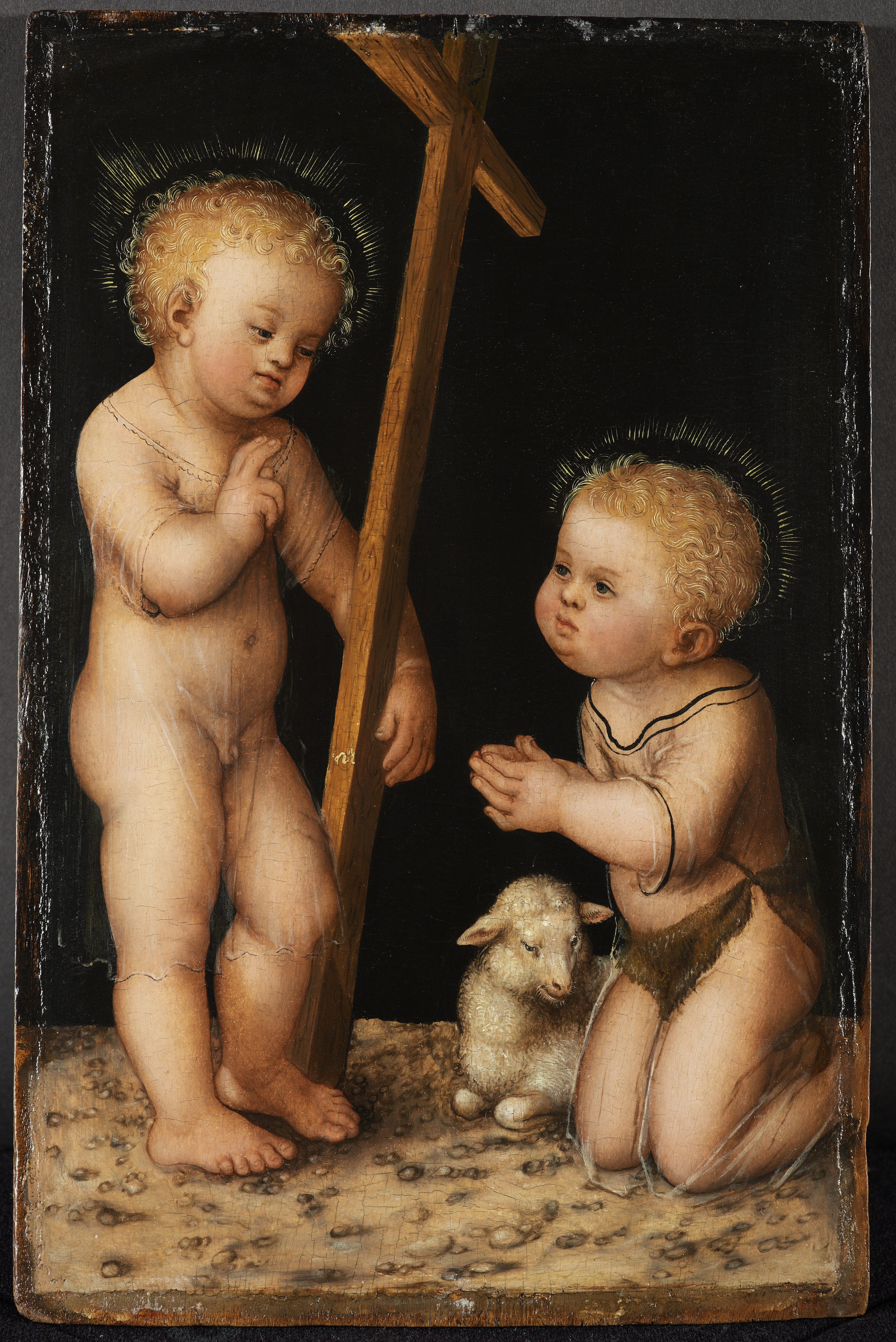
Jezus en Johannes de doper als kinderen
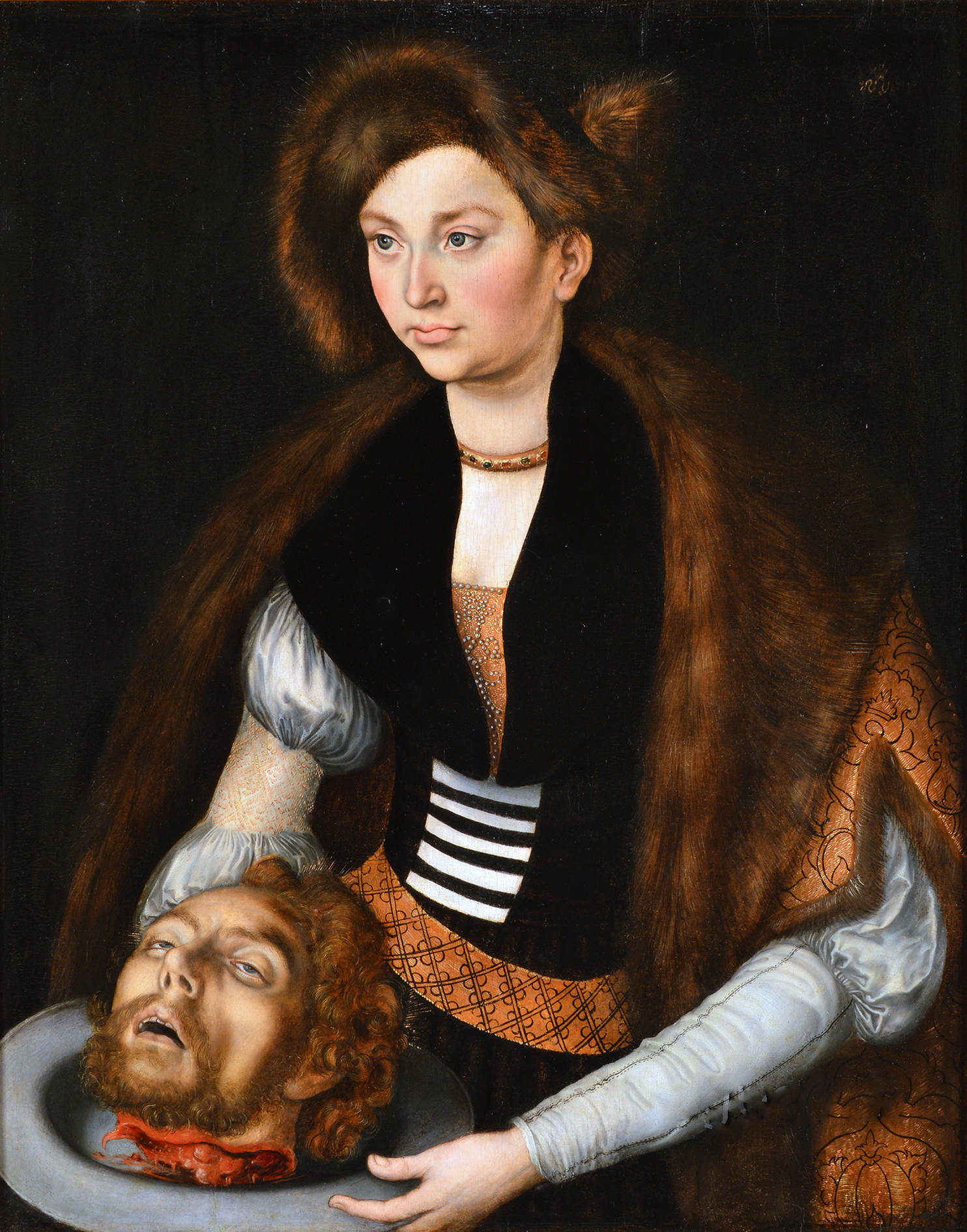
Salomé, 1510
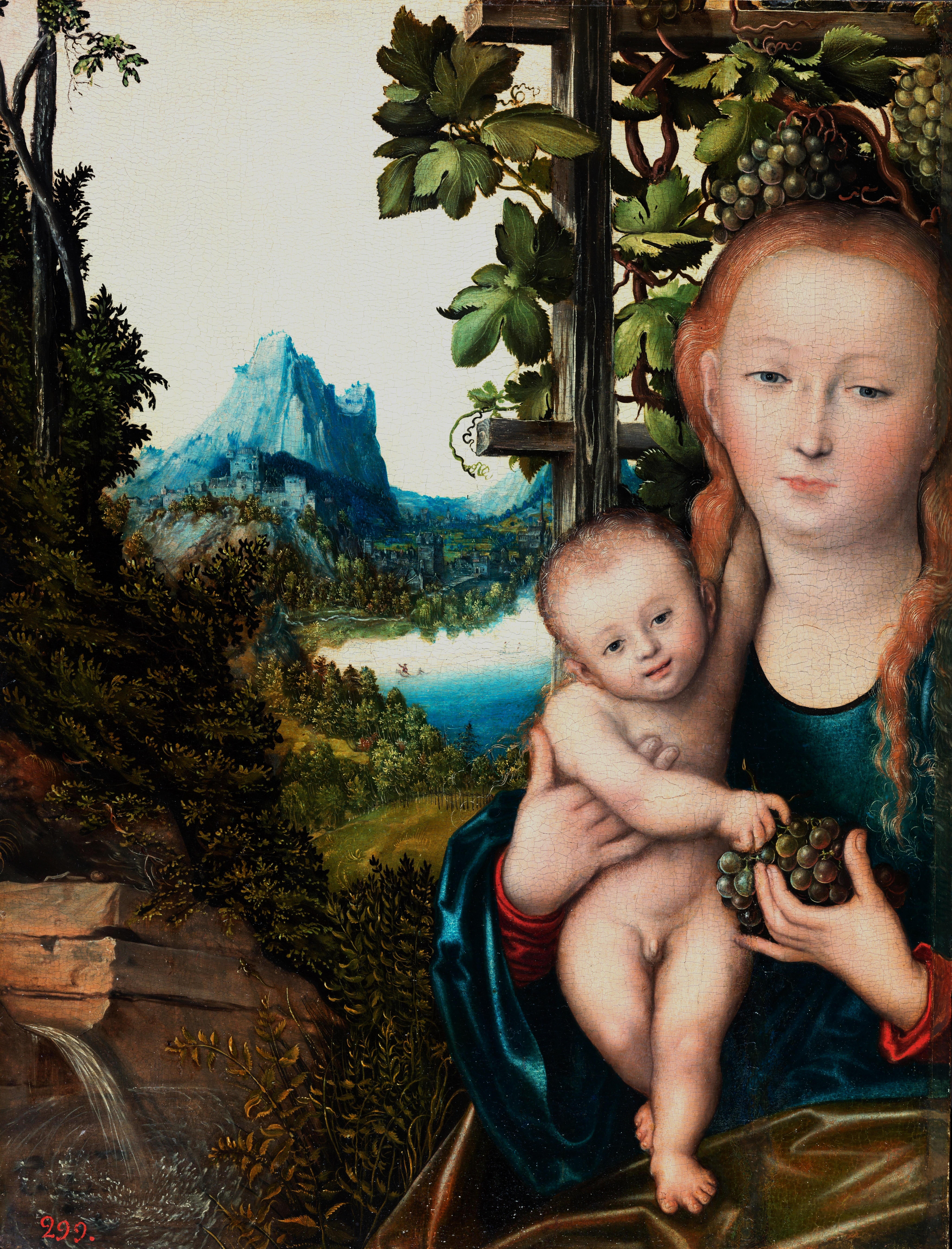
Madonna, 1520
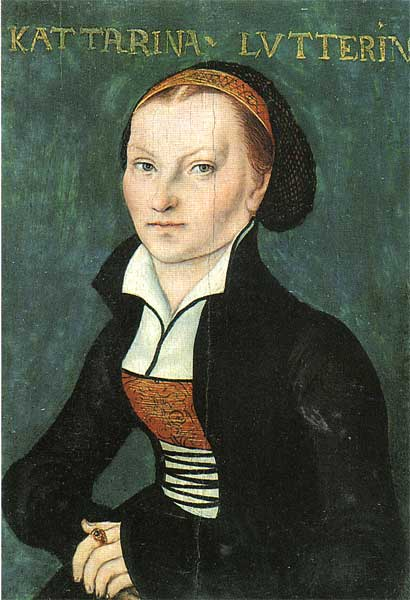
Katharina von Bora, 1526
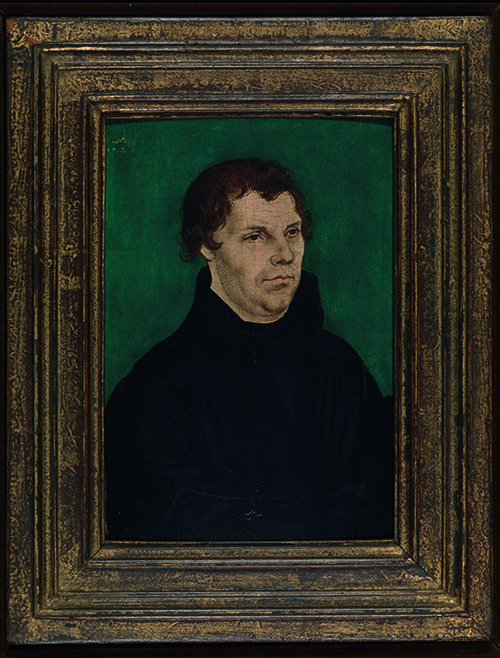
Portret van Maarten Luther, 1526, The Phoebus Foundation
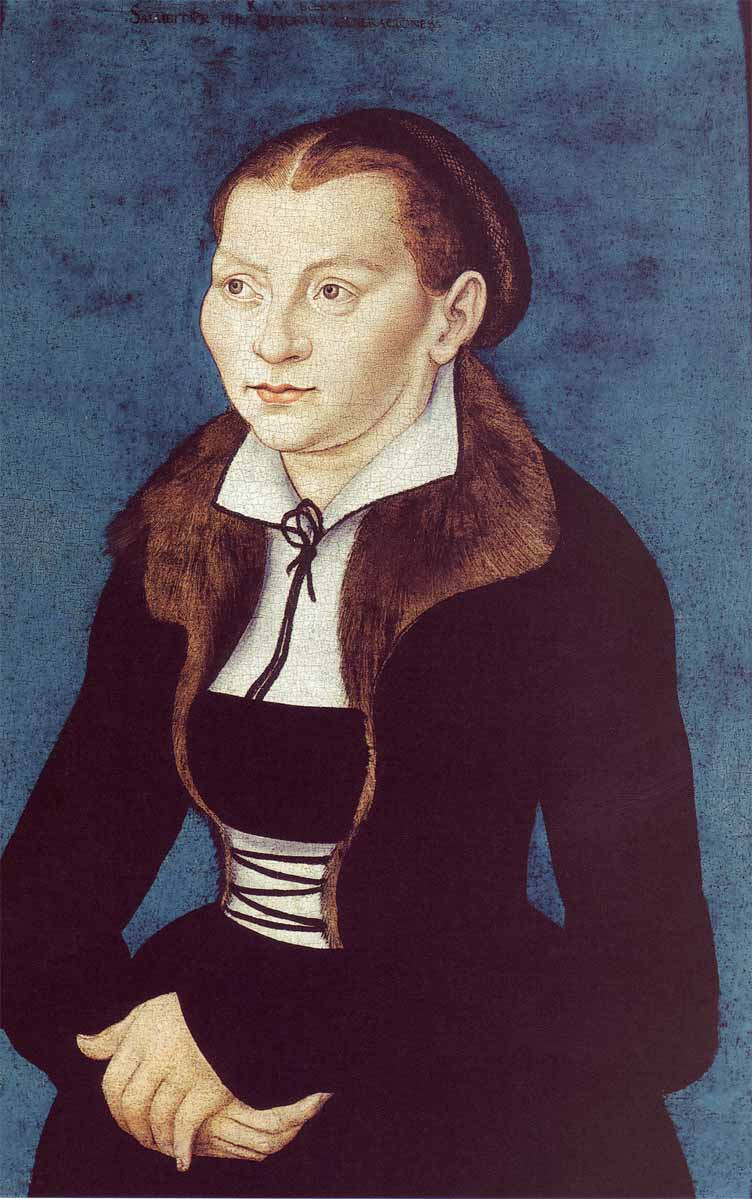
Katharina von Bora, 1529
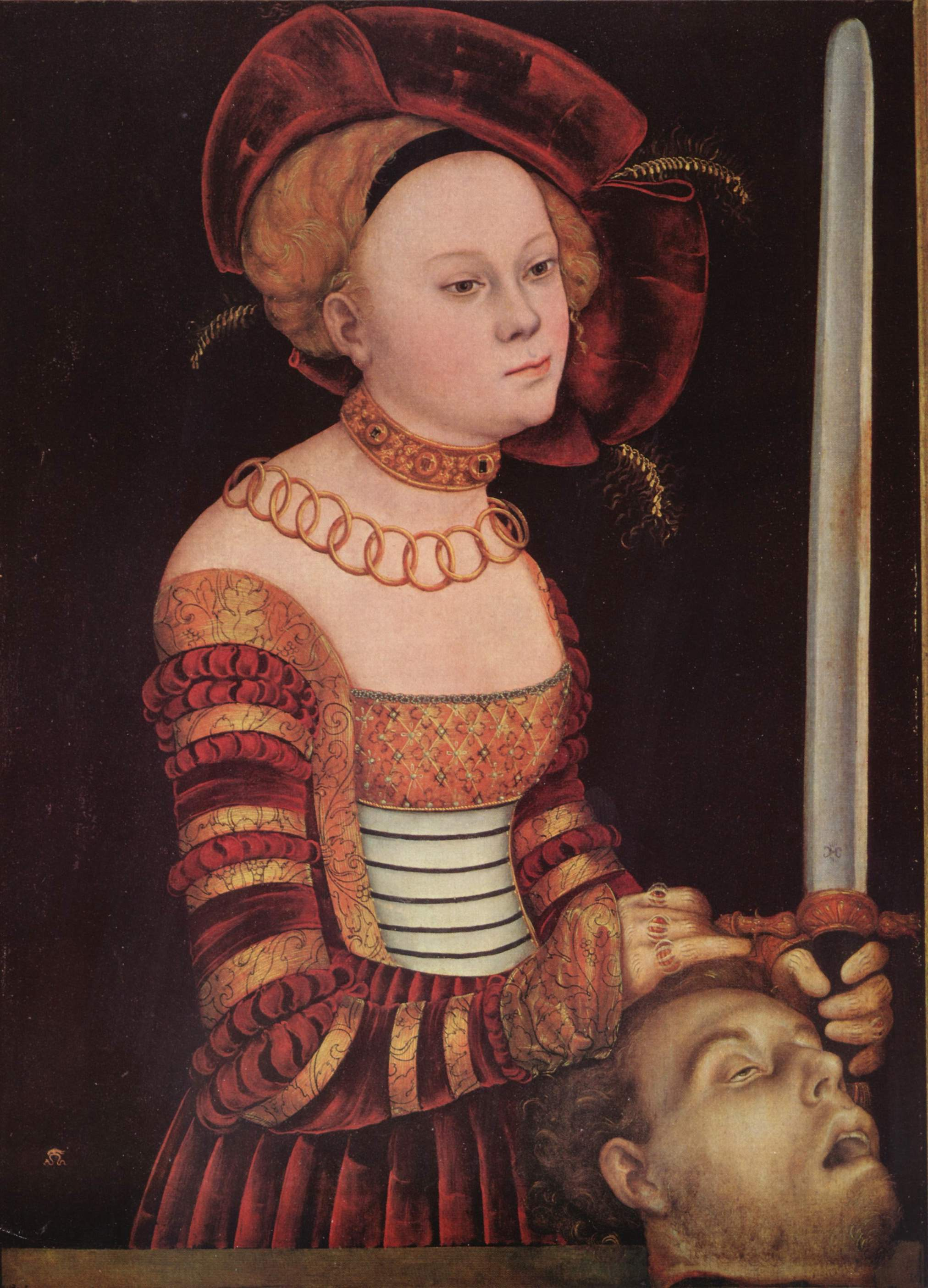
Judith met hoofd van Holofernes, 1530
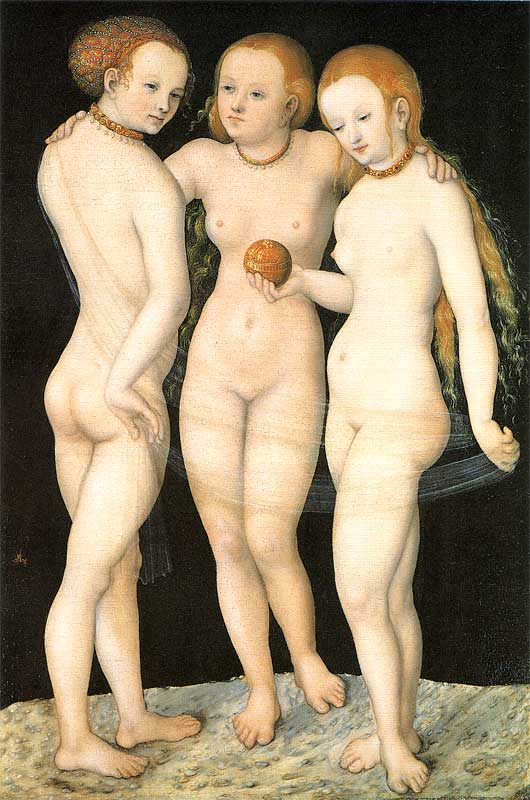
De drie gratiën, 1530
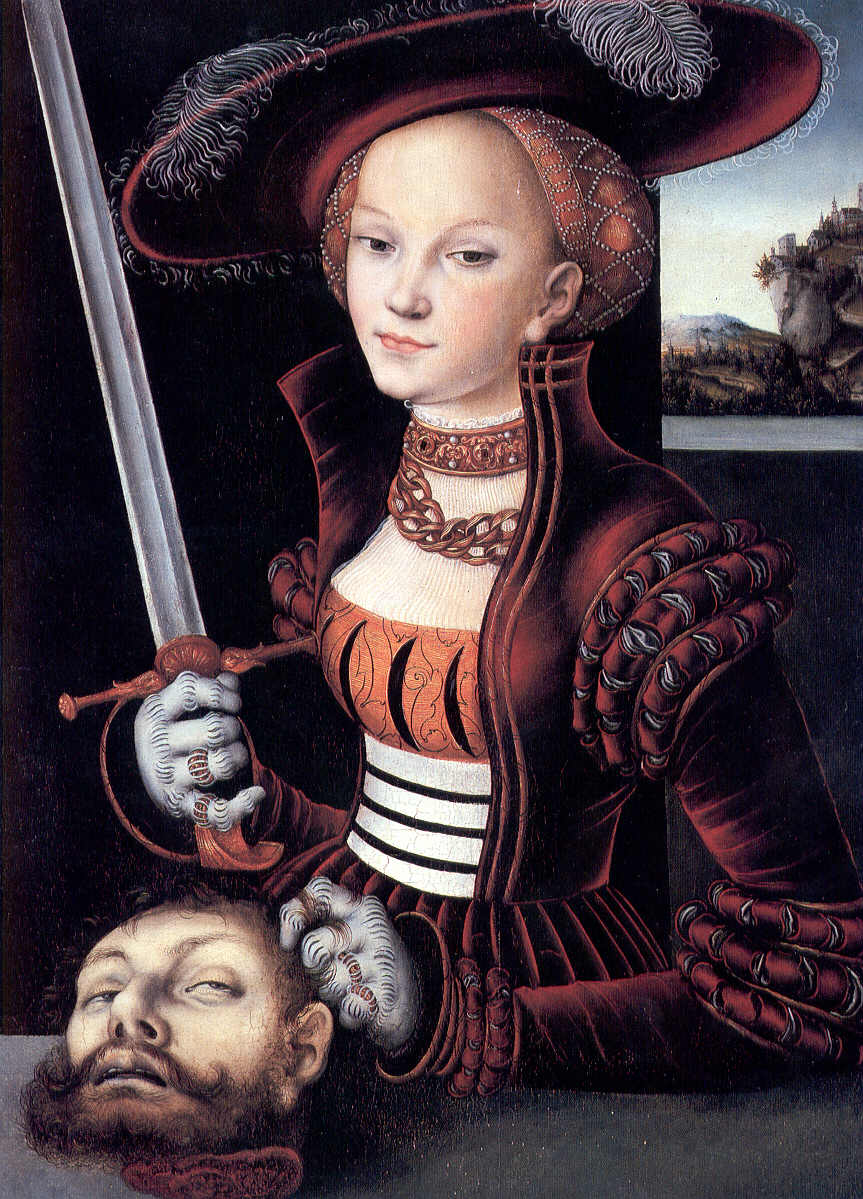
Judith 1530
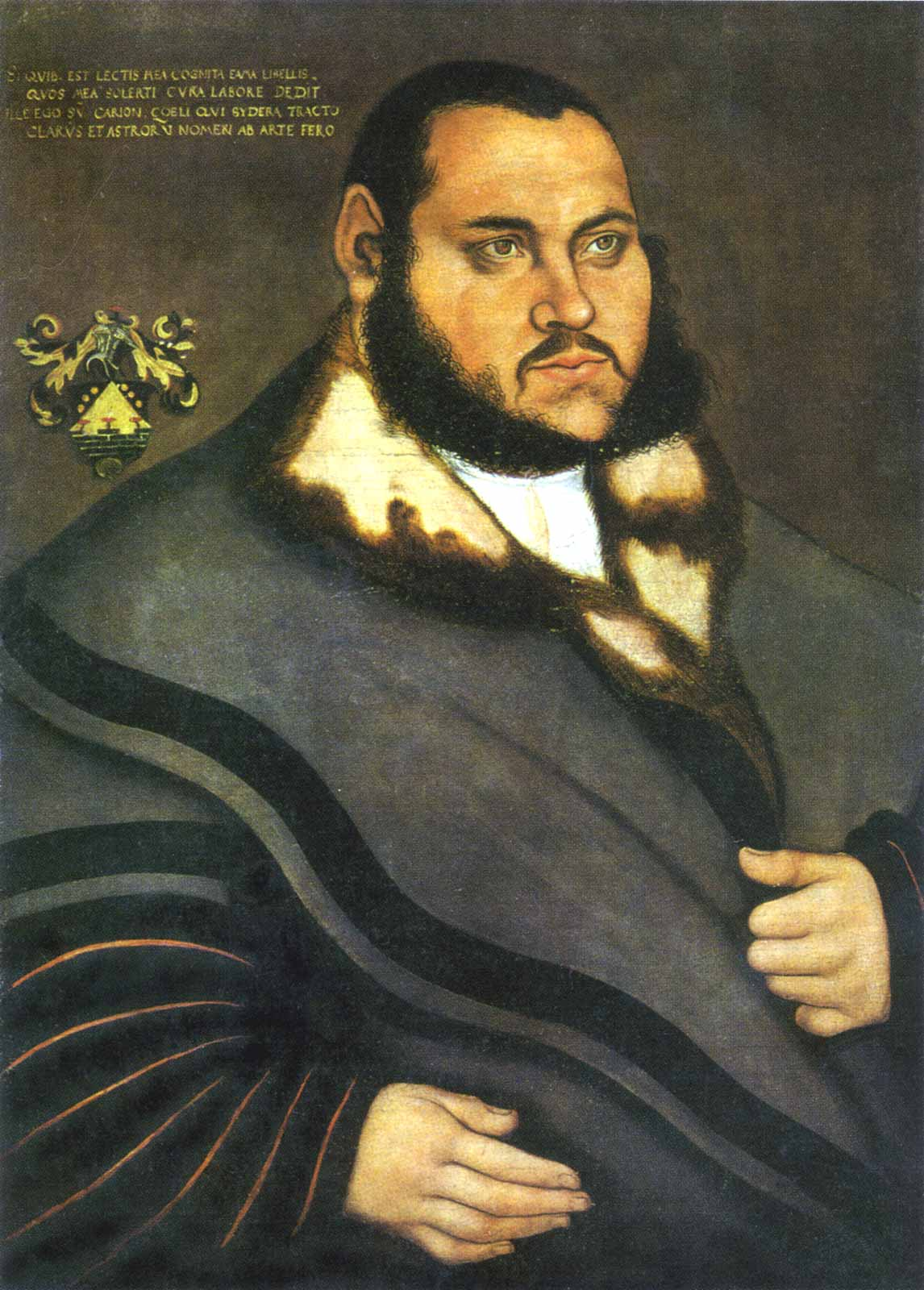
Johann Carion, 1530
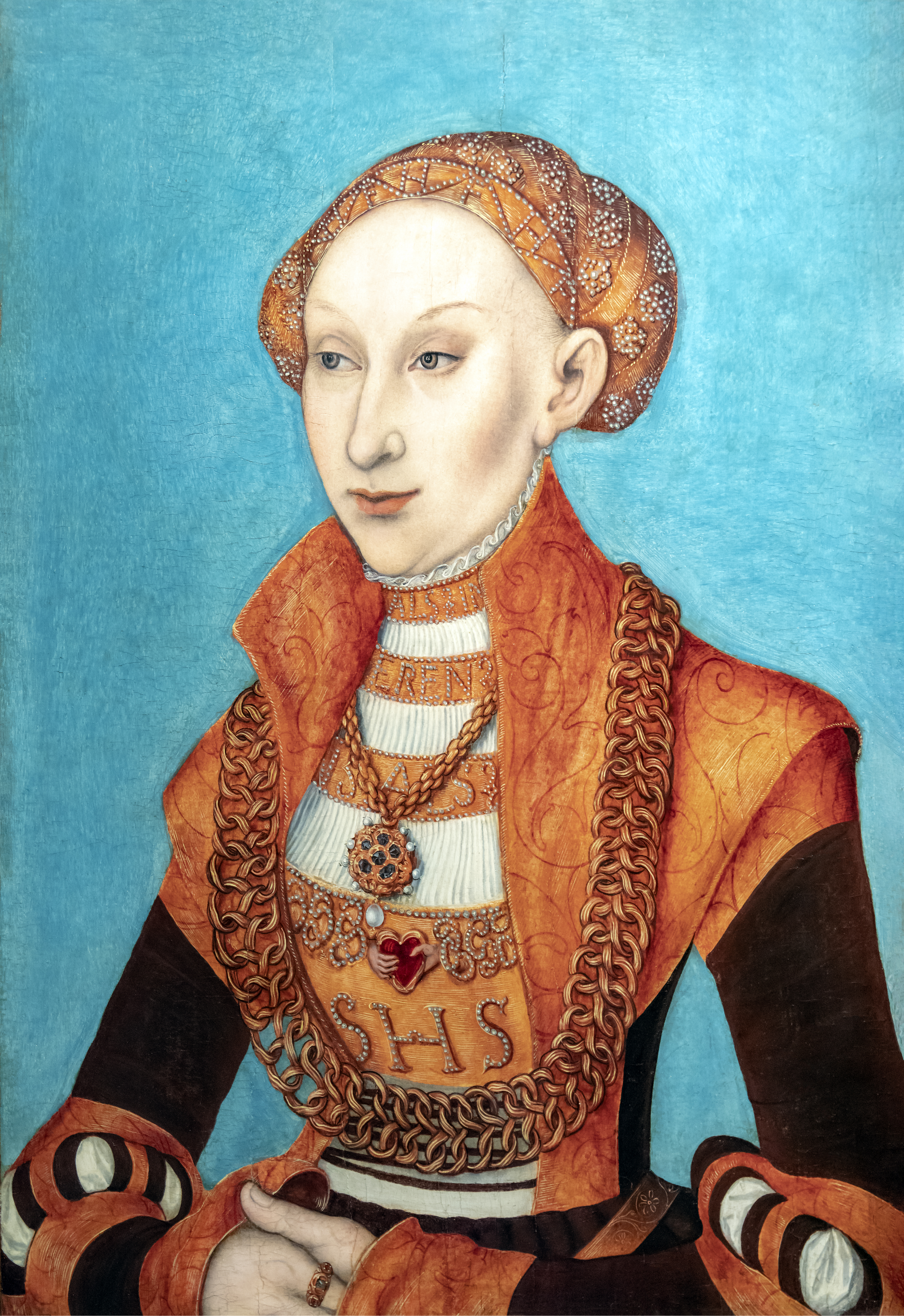
Sibylle von Kleve, c.1531
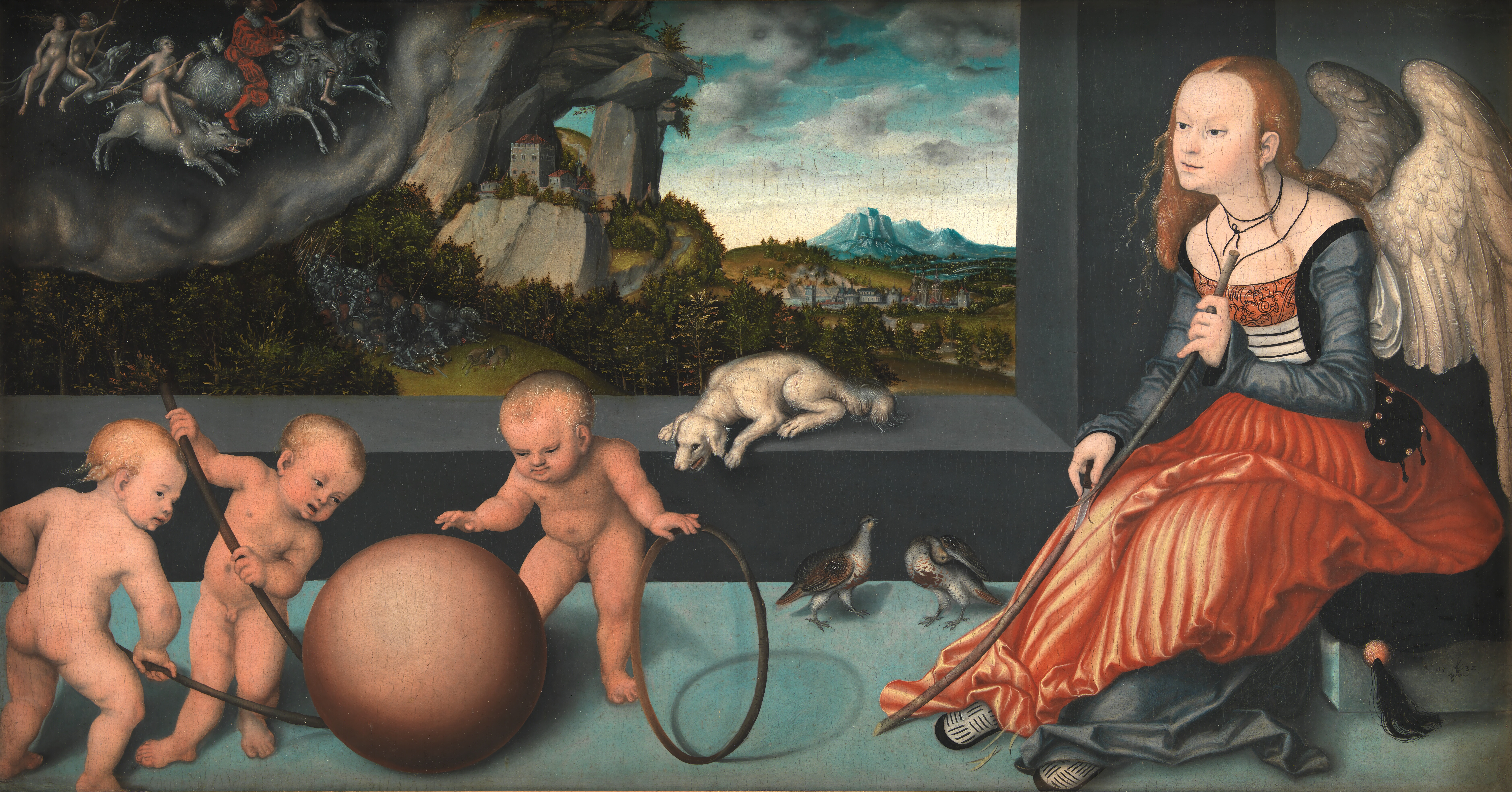
Melancholie, 1532
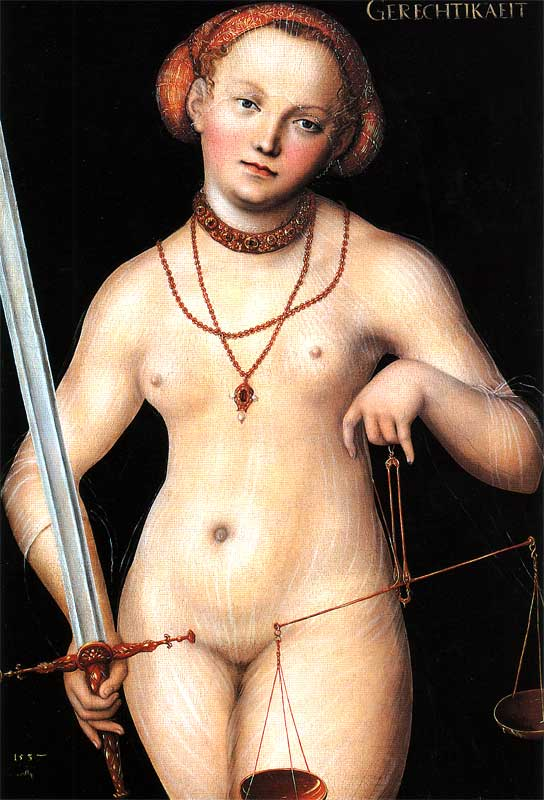
Justitia, 1537
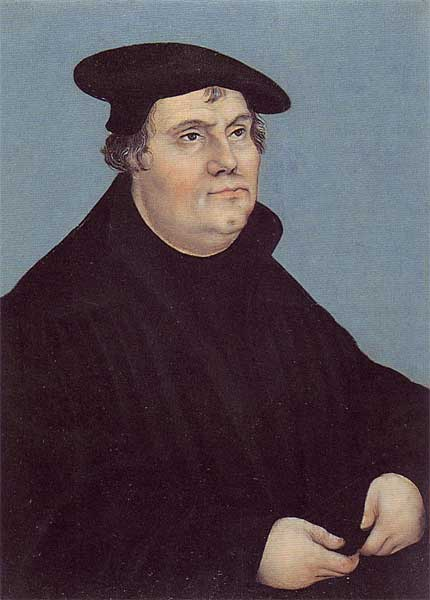
Maarten Luther, 1543
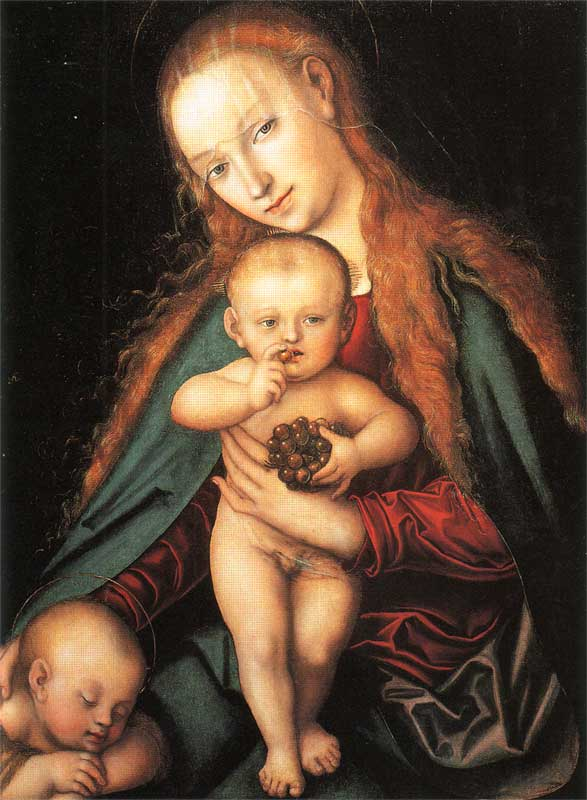
Madonna met kind, c.1545
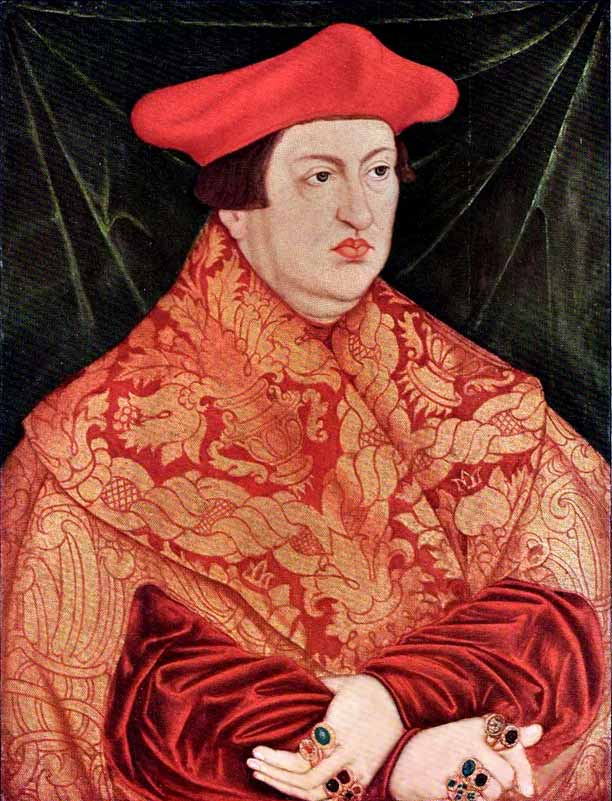
Albrecht von Brandenburg
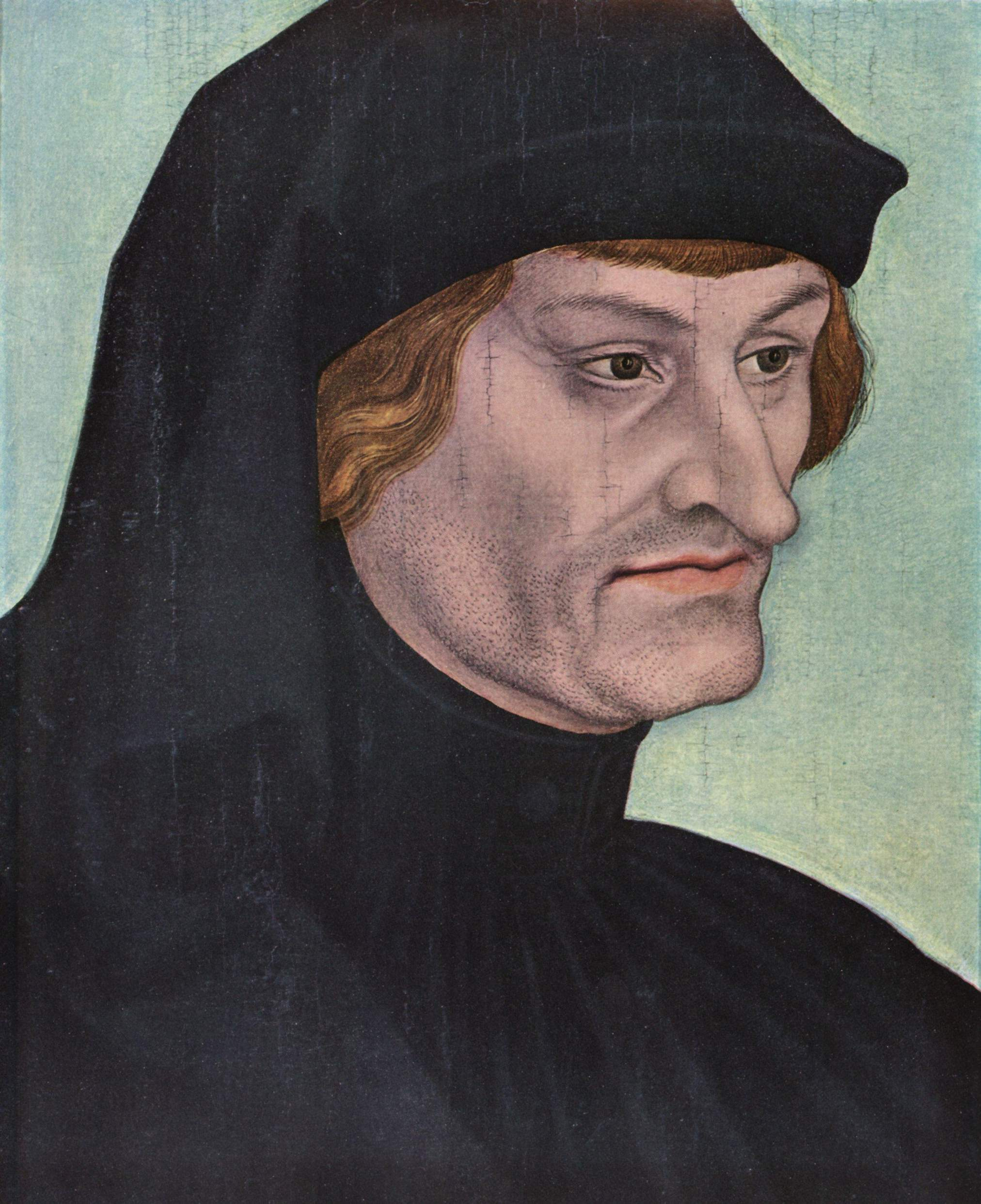
Rudolf Agricola
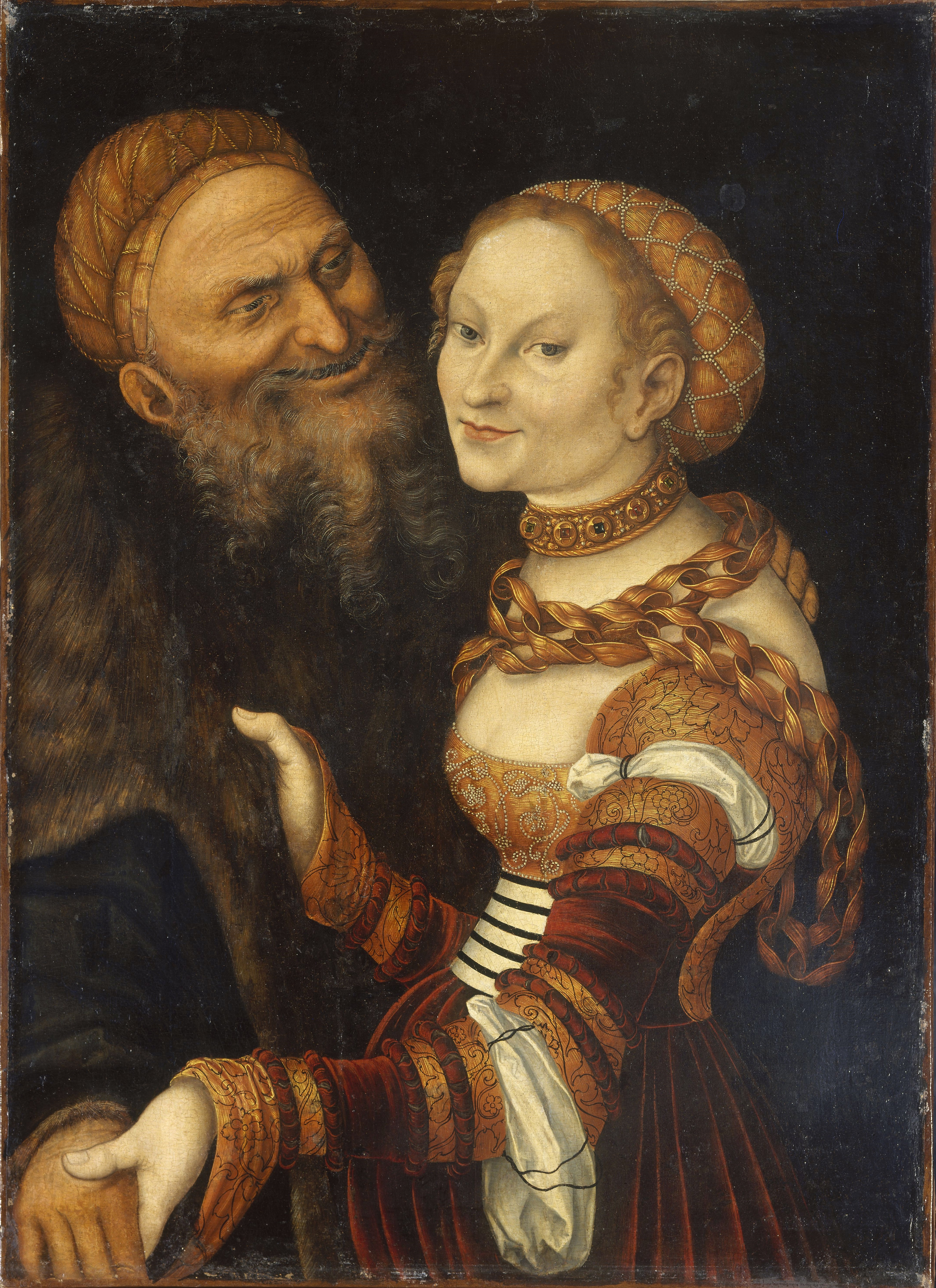
De oude liefhebber
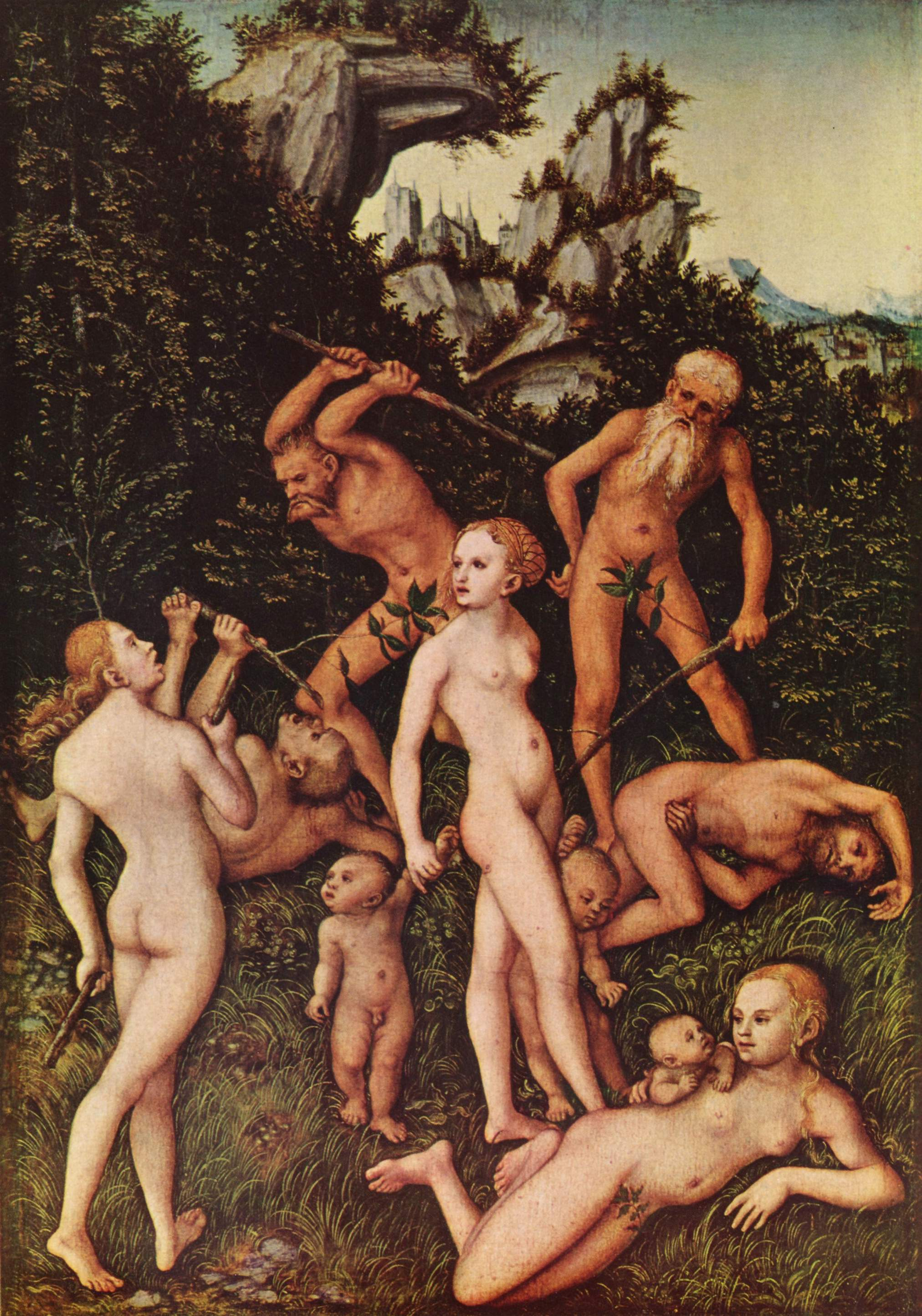
De zilveren eeuw
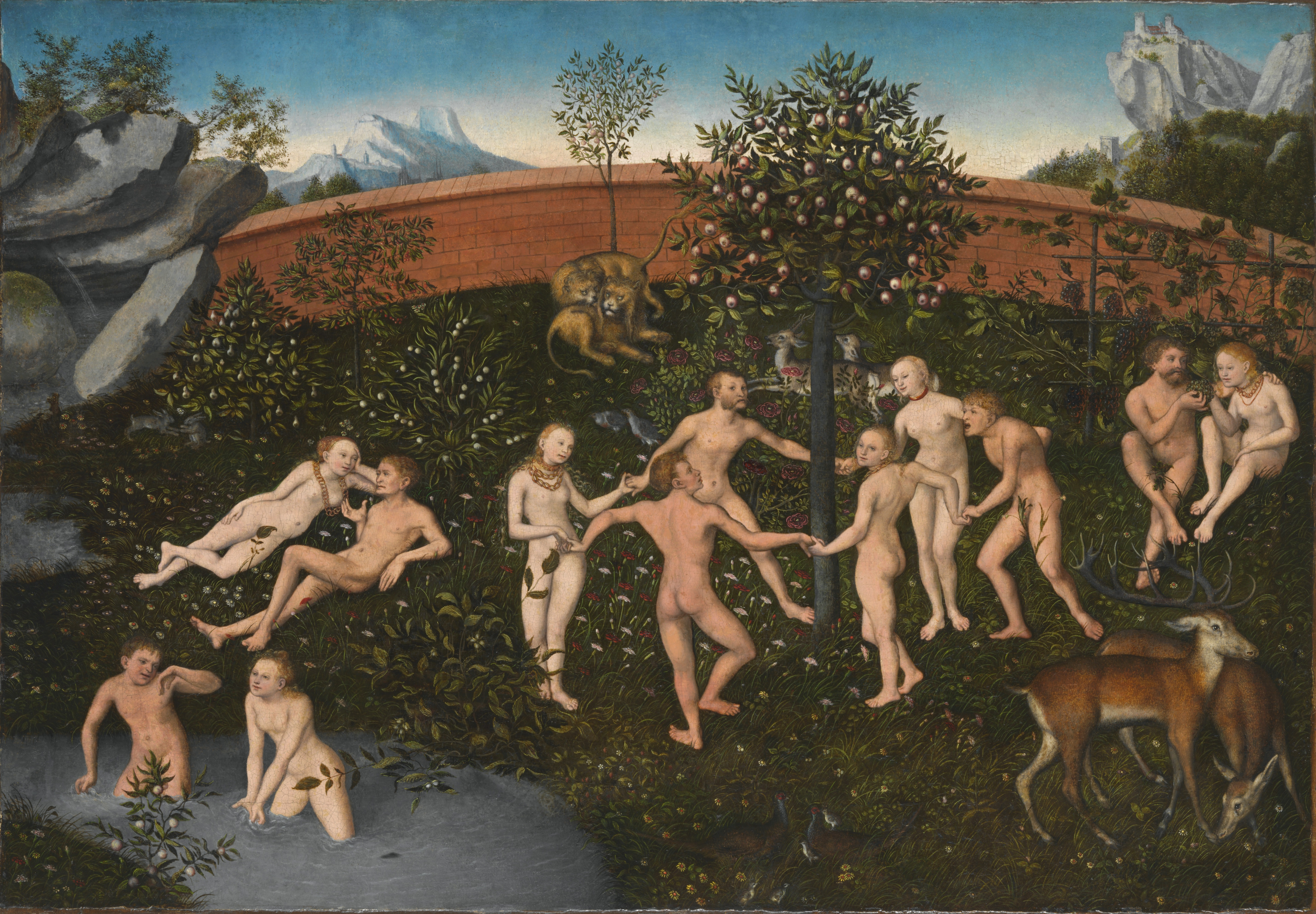
De gouden eeuw

## Kopie vanHet Laatste Oordeel

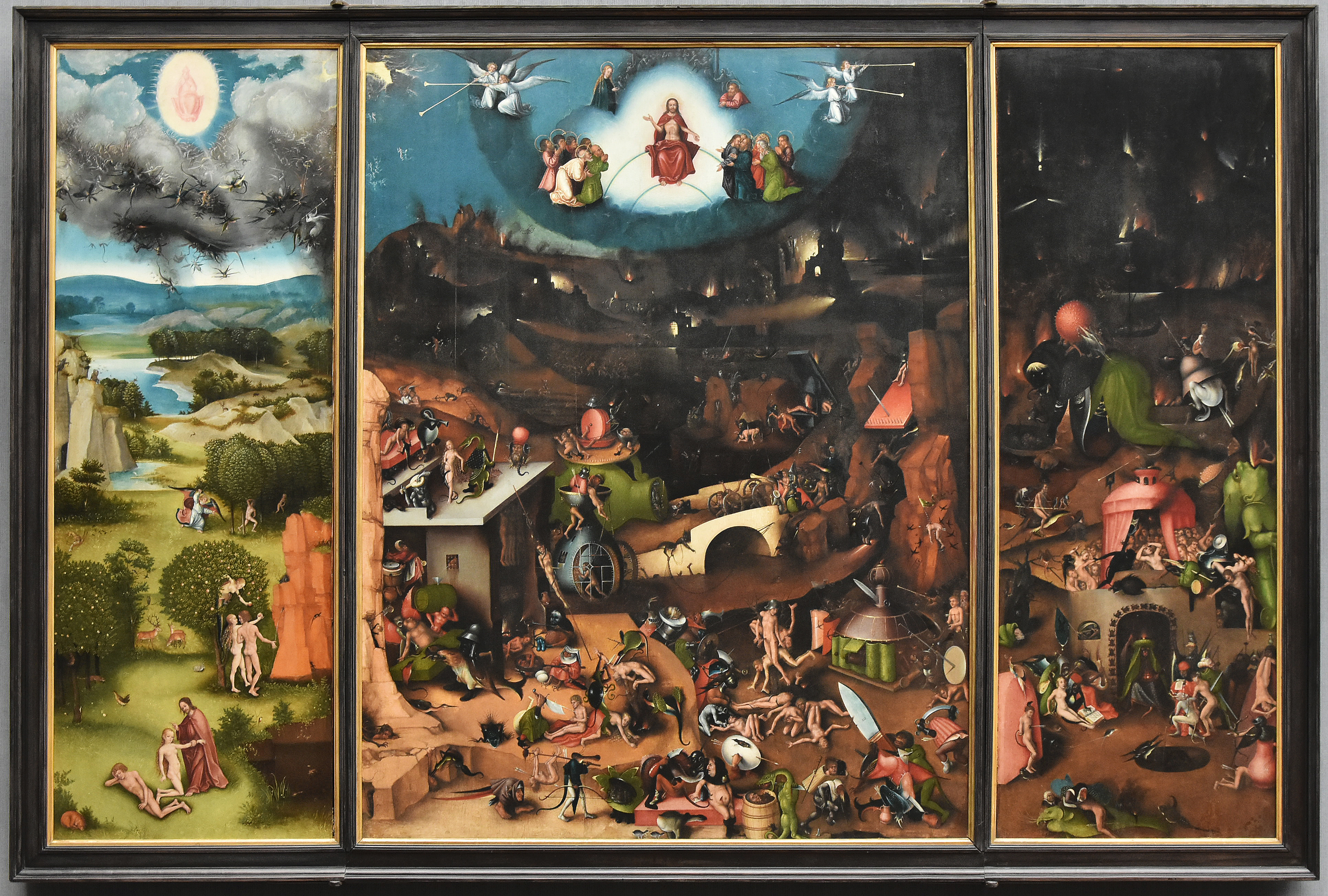
Het Laatste Oordeel, ca. 1508, Gemäldegalerie, Berlijn

Het verhaal gaat dat Lucas Cranach op een reis door Vlaanderen het drieluik van Het Laatste Oordeel van Hiëronymus Bosch zag en er zo van onder de indruk was, dat hij er een kopie van maakte – volgens Friedländer mogelijk niet later dan 1508. Deze kopie bevindt zich tegenwoordig in de Gemäldegalerie in Berlijn.
- Auckland Art Gallery Toi o Tāmaki: 54
- Art Gallery of South Australia: 3103
- Bibsys: 90263624
- Biblioteca Nacional de España: XX907273
- Bibliothèque nationale de France: cb12176451h (data)
- Catàleg d'autoritats de noms i títols de Catalunya: 981058512992606706
- CiNii: DA04095166
- Digitale Bibliotheek voor de Nederlandse Letteren: cran001
- Gemeinsame Normdatei: 118522582
- International Standard Name Identifier: 0000 0001 2131 9721
- KulturNav: 7beec69e-af4a-47f6-aa43-d80bc456e2af
- Library of Congress Control Number: n50020861
- Nationale Bibliotheek van Letland: 000002573
- MusicBrainz: 3f2c33c2-679a-4ac9-af12-e3a1ea6e7530
- Bibliotheek van het Japanse parlement: 00436834
- National Gallery of Victoria: 5060
- Nationale Bibliotheek van Tsjechië: jn20000700335
- Nationale bibliotheek van Australië: 35031951
- Nationale Bibliotheek van Israël: 987007260082605171
- Nationale Bibliotheek van Polen: a0000001188105
- Nederlandse Thesaurus van Auteursnamen: 068435312
- RKD-Nederlands Instituut voor Kunstgeschiedenis: 18978
- Istituto Centrale per il Catalogo Unico: RAVV025607
- LIBRIS: 182422
- SNAC: w6wm1z2z
- Système universitaire de documentation: 028710010
- Museum of New Zealand Te Papa Tongarewa: 524
- Trove: 804662
- Union List of Artist Names: 500115364
- Virtual International Authority File: 49268177
- WorldCat: E39PBJwhxY8wmpyKTffHgvhPwC